# Bao’an
| Bao’an – 宝安区                    | Bao’an – 宝安区         |
| ---------------------------------- | ----------------------- |
| Lage von Bao’an in Shenzhen (gelb) |                         |
| Basisdaten                         |                         |
| Einwohnerzahlen                    |                         |
| Volkszählung:                      | 4.476.554 (Stand: 2020) |
| Fläche:                            | 398,4 km²               |
| Telefonvorwahl:                    | 0755                    |
| PLZ:                               | 518101                  |

Bao’an (chinesisch 寶安區 / 宝安区, Pinyin Bǎo’ān qū) ist der westlichste Stadtbezirk der südchinesischen Unterprovinzstadt Shenzhen. Der Bezirk liegt außerhalb der Sonderwirtschaftszone im Nordwesten der Stadt und grenzt an die Bezirke Nanshan und Futian im Süden, Longgang im Osten und Dongguan im Norden. Er hat eine Fläche von 398,4 km² und 4.476.554 Einwohner (Stand: Zensus 2020). Für das Jahresende 2012 wurde eine registrierte Bevölkerung von 349.600 und eine ansässige Bevölkerung von 2.684.400 Mio. Personen geschätzt.
Das Relief ist flach im Westen mit Schwemmebenen zwischen 3 und 80 Metern Seehöhe. Der Westen ist bergig, wo mit dem Yintai Shan bei 487 m der höchste Punkt des Stadtbezirkes liegt.
Bao’an hat ein sehr dichtes Verkehrsnetz. Es liegen der Flughafen Shenzhen, der Shenzhen Nordbahnhof und der Hafen auf dem Gebiet des Bezirks. Die Schnellfahrstrecke Guangzhou–Shenzhen–Hongkong, die Autobahn Peking-Hongkong-Macau, die Autobahn Shenyang-Haikou und die Linien 1, 4 und 5 der U-Bahn Shenzhen führen über das Gebiet von Bao’an.

## Administrative Gliederung

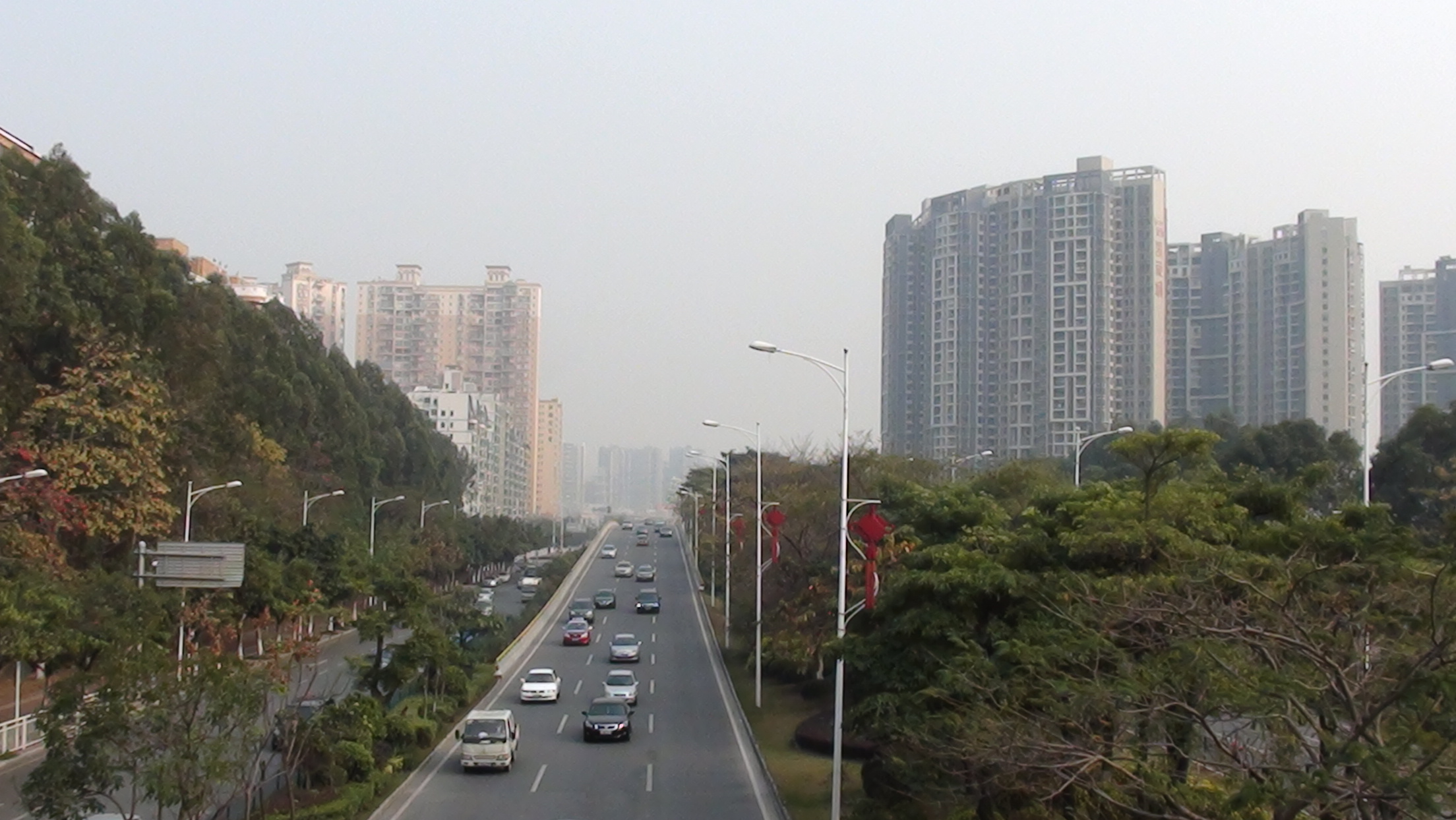
Blick auf die Stadtautobahn Bao’an Dadao

Auf Gemeindeebene setzt sich Bao’an aus vierzehn Straßenvierteln zusammen. Diese sind:
- Straßenviertel Xin’an (新安街道);
- Straßenviertel Dalang (大浪街道);
- Straßenviertel Fuyong (福永街道);
- Straßenviertel Gongming (公明街道);
- Straßenviertel Guangming (光明街道);
- Straßenviertel Guanlan (观澜街道);
- Straßenviertel Longhua (龙华街道);
- Straßenviertel Minzhi (民治街道);
- Straßenviertel Shajing (沙井街道);
- Straßenviertel Shiyan (石岩街道);
- Straßenviertel Songgang (松岗街道);
- Straßenviertel Guanghu (观湖街道);
- Straßenviertel Fucheng (福城街道);
- Straßenviertel Xixiang (西乡街道).

Der Regierungssitz des Stadtbezirks befindet sich im Straßenviertel Xin’an. Die sechs Straßenviertel Longhua, Guanlan, Dalang, Minzhi, Guanghu und Fucheng werden vom „Neuen Stadtteil Longhua“ verwaltet, die beiden Straßenviertel Guangming und Gongming vom „Neuen Stadtteil Guangming“.